# Ecce Homo (Tiziano Vienna)
L'Ecce Homo è un dipinto del pittore veneto Tiziano Vecellio realizzato nel 1543 e conservato nel Kunsthistorisches Museum di Vienna in Austria.
L'Ecce Homo (Vangelo di Giovanni 19, 5) è un tema che il medesimo pittore ha dipinto in altre opere.

## Storia
Secondo Giorgio Vasari il quadro fu dipinto per il mercante fiammingo Giovanni d'Anna il quale aveva una casa a Venezia sul Canal Grande. Nel 1574 il re di Enrico III di Francia lo vide. Nel 1620 fu acquistato dal duca di Buckingham. Nel 1648, fu acquisito dal governatore delle Fiandre, l'arciduca Leopoldo Guglielmo per il fratello dell'imperatore Ferdinando III. Nel 1718 il dipinto fu trasferito da Vienna alla congregazione degli Asburgo a Praga, nel 1723 fu restituito a Vienna.  
Carlo Ridolfi affermò che sotto le sembianze di Pilato raffigurano Pietro Aretino, sotto le sembianze di un cavaliere barbuto l'imperatore Carlo d'Asburgo e le sembianze di un cavaliere in turbante il sultano turco Suleiman.  I ricercatori moderni accettano solo la prima affermazione di Ridolfi, dal momento che la somiglianza di Aretino con Pilato è indubitabile.

## Descrizione e stile
Sui gradini delle scale e sulla piazza, davanti a Pilato, indicando con le parole quest'uomo al Cristo torturato, grida una folla varieggiata di persone: guerrieri e giovani raffinati, cavalieri in stile orientale e guardie con l'alabarda.
La composizione si basa sui ritmi ampi e dinamici, infatti il linguaggio delle pose e dei gesti è influenzato e complicato. Il dramma storico si svolge in un mondo di completa istigazione. Cattura i partecipanti all'evento in fretta; sullo sfondo, illuminato intensamente, le mani di persone invisibili allo spettatore si muovono, salendo verso al cielo alabarde, lance e striscioni svolazzanti.
Particolarmente notevole è la figura di un giovane nell'angolo sinistro il quale, con orrore e paura, è consapevole del tragico episodio.